# Bas Drijver
Bas Drijver (Bergen op Zoom, 2 april 1980) is een professionele Nederlandse bridgespeler. 
Bas Drijver debuteerde in 2002 met Sjoert Brink als succesvol jeugdspeler op het IOC Grand Prix Junior Salt Lake City en in 2004 debuteerde hij in het Nederlandse team op de Olympiade waar zij de 2de plaats behaalde. Brink speelde toen met Maarten Schollaardt. In 2006 hernieuwden Sjoert Brink en Bas Drijver hun partnership. Succes bleef niet lang uit: derde op het Open EK 2007, derde in de Bermuda Bowl 2007, eerste op het Open EK 2009, winnaar van de Champions’ Cup 2010 en landstitels in 2010 en 2011. De kroon op hun werk werd in 2011 gezet waar zij met het Nederlandse team de Bermuda Bowl wonnen op het wereldkampioenschap, dat gehouden werd in Veldhoven. Ook de World Bridge Games in 2016 werden gewonnen door Drijver en Brink, met de nevenparen Bart Nab & Bob Drijver en Simon de Wijs & Bauke Muller.
Drijver werd kampioen van Nederland in de Meesterklasse viertallen in 2003, 2006, 2010, 2011, 2013 en 2019. 
Sinds 2021 komt Drijver op internationale kampioenschappen uit voor Zwitserland. Hij was lid van het Zwitserse team dat in april 2022 en september 2023 winnaar werd van de Bermuda Bowl (het toernooi van 2021 was een jaar uitgesteld). Bij het EK in juni 2022 eindigde Zwitserland op een tweede plaats.